# ديشمونت
ديشمونت هي قرية صغيرة تقع في اسكتلندا. يقع مستشفى قرية بنجور إلى الغرب من ديشمونت. يبلغ عدد سكانها حوالي 989 نسمة.
يوجد في القرية مدرسة ابتدائية صغيرة توفر التعليم لمرحلة ما قبل المدرسة حتى تلاميذ المرحلة الابتدائية الثلاثة.

## سكان مشهورون
- ستيفن جالاتشر - لاعب غولف محترف.
- اشترى إدوارد ميلدروم، الشريك التجاري لجيمس يونغ.[2]
- سكوت آرفيلد من ديشمونت لاعب كرة قدم محترف ويلعب حاليًا مع رينجرز وقائد المنتخب الكندي.

## روابط خارجية
- مجموعة غرب لوثيان للآثار - قانون ديشمونت